# Bassem Mtiri
Bassem Mtiri (ur. 6 lipca 1993) – tunezyjski judoka. Startował w Pucharze Świata w 2016. Siódmy na igrzyskach afrykańskich w 2015. Brązowy medalista mistrzostw Afryki w 2016 roku